# David Sauget
David Sauget (Champagnole, 23 november 1979) is een Franse voetballer (verdediger) die sinds 2010 voor de Franse eersteklasser FC Sochaux uitkomt. Voordien speelde hij onder meer voor Besançon RC, SC Bastia, AS Nancy en AS Saint-Étienne.
Sauget is de schoonbroer van Camel Meriem, spelende bij OGC Nice.